# Campionati mondiali di concorso completo
I Campionati mondiali di concorso completo (Eventing World Championships) iniziati nel 1966. Include gli eventi individuali e a squadre del concorso completo ed è disputato ogni 4 anni con i cavalieri e cavalli ai più alti livelli. Dal 1990 è inclusa negli eventi dei Campionati mondiali di equitazione (WEG).

## Albo d'oro

### Concorso completo individuale
| Anno | Luogo      | Oro                                | Argento                               | Bronzo                                |
| ---- | ---------- | ---------------------------------- | ------------------------------------- | ------------------------------------- |
| 1966 | Stamford   | Carlos Moratorio / Chalan          | Richard Meade / Barberry              | Virginia Freeman-Jackson / Sam Weller |
| 1970 | Naas       | Mary Gordon-Watson / Cornishman    | Richard Meade / The Poacher           | James Wofford / Kilkenny              |
| 1974 | Stamford   | Bruce Davidson / Irish Cap         | Michael Plumb / Good Mixture          | Hugh Thomas / Playamar                |
| 1978 | Lexington  | Bruce Davidson / Might Tango       | John Watson / Cambridge Blue          | Helmut Rethemeier / Ladalco           |
| 1982 | Salzhausen | Lucinda Green / Regal Realm        | Helmut Rethemeier / Santiago          | Kim Walnes / The Gray Goose           |
| 1986 | Gawler     | Virginia Leng / Priceless          | Trudy Boyce / Mossman                 | Lorna Clarke / Myross                 |
| 1990 | Stoccolma  | Blyth Tait / Messiah               | Ian Stark / Murphy Himself            | Bruce Davidson / Pirate Lion          |
| 1994 | L'Aia      | Vaughn Jefferis / Bounce           | Dorothy Trapp / Molokai               | Karen Dixon / Get Smart               |
| 1998 | Roma       | Blyth Tait / Ready Teddy           | Mark Todd / Broadcast News            | Paula Törnqvist / Monaghan            |
| 2002 | Jerez      | Jean Teulère / Espoir de la Mare   | Jeanette Brakewell / Over To You      | Piia Pantsu / Ypäjä Karuso            |
| 2006 | Aquisgrana | Zara Philips / Toytown             | Clayton Fredericks / Ben Along Time   | Amy Tryon / Poggio                    |
| 2010 | Lexington  | Michael Jung / La Biosthetique-Sam | William Fox-Pitt / Cool Mountain      | Andrew Nicholson / Nereo              |
| 2014 | Caen       | Sandra Auffarth / Opgun Louvo      | Michael Jung / Fischerrocana          | William Fox-Pitt / Chilli Morning     |
| 2018 | Tryon      | Rosalind Canter / Allstar B        | Padraig McCarthy / Mr Chunky          | Ingrid Klimke / SAP Hale-Bob OLD      |
| 2022 | Roma       | Yasmin Ingham / Banzai du Loir     | Julia Krajewski / Amande de B'Neville | Tim Price / Falco                     |

### Concorso completo a squadre
| Anno | Luogo      | Oro                                                                          | Argento                                                                         | Bronzo                                                                   |
| ---- | ---------- | ---------------------------------------------------------------------------- | ------------------------------------------------------------------------------- | ------------------------------------------------------------------------ |
| 1966 | Stamford   | IrlandaVirginia Freeman-Jackson Eddie Boylan Penelope Moreton Thomas Brennan | ArgentinaCarlos Moratorio Roberto Pistarini Ludovico Fusco Enrique Sztyrle      | —                                                                        |
| 1970 | Naas       | Regno UnitoMary Gordon-Watson Richard Meade Mark Phillips Stuart Stevens     | FranciaMichel Cochenet Dominique Bentejac Dominique Flament Henri Michel        | —                                                                        |
| 1974 | Stamford   | Stati UnitiBruce Davidson Michael Plumb Edward Emerson Don Sachey            | Regno UnitoRichard Meade Bridget Parker Christopher Collins Mark Phillips       | Germania OvestMartin Plewa Herbert Blöcker Horst Karsten Kurt Mergler    |
| 1978 | Lexington  | CanadaMark Ishoy Juliet Bishop Elizabeth Ashton Cathy Wedge                  | Germania OvestHelmut Rethemeier Otto Ammermann Harry Klugmann Herbert Blöcker   | Stati UnitiBruce Davidson James Wofford Edmund Coffin Michael Plumb      |
| 1982 | Salzhausen | Regno UnitoLucinda Green Richard Meade Virginia Holgate Rachel Bayliss       | Germania OvestHelmut Rethemeier Rüdiger Schwarz Herbert Blöcker Dietmar Hogrefe | Stati UnitiKim Walnes Nancy Bliss Torrance Fleischmann Michael Plumb     |
| 1986 | Gawler     | Regno Unito Virginia Leng Lorna Clarke Ian Stark Clarissa Strachan           | Francia Marie-Christine Duroy Armand Bigot Thierry Touzaint Vincent Berthet     | Australia Barry Roycroft Scott Keach Wayne Roycroft Andrew Hoy           |
| 1990 | Stoccolma  | Nuova ZelandaAndrew Nicholson Andrew Scott Blyth Tait Mark Todd              | Regno UnitoKaren Straker Rodney Powell Virginia Leng Ian Stark                  | GermaniaEdith Beine Matthias Baumann Marina Loheit Herbert Blöcker       |
| 1994 | L'Aia      | Regno UnitoKaren Dixon Mary Thomson Charlotte Bathe Kristina Gifford         | FranciaJean-Lou Bigot Jean Teulere Marie-Christine Duroy                        | GermaniaBettina Overesch Cord Mysegaes Ralf Ehrenbrink                   |
| 1998 | Roma       | Nuova ZelandaBlyth Tait Mark Todd Vaughn Jefferis Sally Clark                | FranciaMarie-Christine Duroy Rodolphe Scherer Jean-Lou Bigot Philippe Mull      | Regno UnitoPolly Phillipps Gary Parsonage Nigel Taylor Karen Dixon       |
| 2002 | Jerez      | Stati UnitiJohn Williams Kimberly Vinoski David O'Connor Amy Tryon           | FranciaCédric Lyard Jean Teulère Jean-Luc Force Didier Courrèges                | Regno UnitoJeanette Brakewell Pippa Funnell William Fox-Pitt Leslie Law  |
| 2006 | Aquisgrana | GermaniaFrank Ostholt Hinrich Romeike Bettina Hoy Ingrid Klimke              | Regno UnitoZara Phillips Daisy Dick William Fox-Pitt Mary King                  | AustraliaClayton Fredericks Megan Jones Andrew Hoy Sonja Johnson         |
| 2010 | Lexington  | Regno UnitoWilliam Fox-Pitt Mary King Nicola Wilson Kristina Cook            | CanadaStephanie Rhodes-Bosch Selena O'Hanlon Hawley Bennett-Awad Kyle Carter    | Nuova ZelandaAndrew Nicholson Mark Todd Caroline Powell Clarke Johnstone |
| 2014 | Caen       | GermaniaSandra Auffarth Michael Jung Ingrid Klimke Dirk Schrade              | Regno UnitoWilliam Fox-Pitt Zara Phillips Kristina Cook Harry Meade             | Paesi BassiElaine Pen Tim Lips Merel Blom Andrew Heffernan               |
| 2018 | Tryon      | Regno UnitoRosalind Canter Piggy French Tom McEwen Gemma Tattersall          | IrlandaPadraig McCarthy Sarah Ennis Sam Watson Cathal Daniels                   | FranciaThibaut Vallette Maxime Livio Sydney Dufresne Donatien Schauly    |
| 2022 | Roma       | GermaniaJulia Krajewski Michael Jung Christoph Wahler Sandra Auffarth        | Stati UnitiWilliam Coleman Tamie Smith Lauren Nicholson Boyd Martin             | Nuova ZelandaTim Price Jonelle Price Monica Spencer Clarke Johnstone     |